# 15e parallèle sud
Pour les articles homonymes, voir 15e parallèle.
En géographie, le 15e parallèle sud est le parallèle joignant les points de la surface de la Terre dont la latitude est égale à 15° sud.

## Géographie

### Dimensions
Dans le système géodésique WGS 84, au niveau de 15° de latitude sud, un degré de longitude équivaut à 107,549 km ; la longueur totale du parallèle est donc de 38 718 km, soit environ 97 % de celle de l'équateur. Il en est distant de 1 659 km et du pôle Sud de 8 343 km,.

### Régions traversées
Le 15e parallèle sud passe au-dessus des océans sur environ 77 % de sa longueur. Du point de vue des terres émergées, il traverse l'Afrique (Angola, Zambie, Mozambique, Malawi), Madagascar, l'Australie (Australie-Occidentale, Territoire du Nord, Queensland), le Vanuatu (Espiritu Santo, Maewo), la Polynésie française (Tikehau, Rangiroa) et l'Amérique du Sud (Pérou, Bolivie, Brésil).
Le tableau ci-dessous résume les différentes zones traversées par le parallèle, d'ouest en est :
| Zone                                          | Début                 | Fin                   | Longueur (km) |
| --------------------------------------------- | --------------------- | --------------------- | ------------- |
| Océan Atlantique                              | 15° 00′ S, 39° 00′ O  | 15° 00′ S, 12° 10′ E  | 5 503         |
| Afrique                                       | 15° 00′ S, 12° 10′ E  | 15° 00′ S, 40° 41′ E  | 3 067         |
| Canal du Mozambique                           | 15° 00′ S, 40° 41′ E  | 15° 00′ S, 47° 13′ E  | 703           |
| Madagascar                                    | 15° 00′ S, 47° 13′ E  | 15° 00′ S, 47° 25′ E  | 22            |
| Canal du Mozambique                           | 15° 00′ S, 47° 25′ E  | 15° 00′ S, 47° 32′ E  | 13            |
| Madagascar                                    | 15° 00′ S, 47° 32′ E  | 15° 00′ S, 50° 20′ E  | 302           |
| Océan Indien                                  | 15° 00′ S, 50° 20′ E  | 15° 00′ S, 124° 54′ E | 8 020         |
| Île du Couronnement (Australie)               | 15° 00′ S, 124° 54′ E | 15° 00′ S, 124° 56′ E | 4             |
| Océan Indien                                  | 15° 00′ S, 124° 56′ E | 15° 00′ S, 125° 01′ E | 9             |
| Australie                                     | 15° 00′ S, 125° 01′ E | 15° 00′ S, 125° 05′ E | 7             |
| Océan Indien                                  | 15° 00′ S, 125° 05′ E | 15° 00′ S, 125° 21′ E | 29            |
| Australie                                     | 15° 00′ S, 125° 21′ E | 15° 00′ S, 128° 06′ E | 296           |
| Golfe de Cambridge                            | 15° 00′ S, 128° 06′ E | 15° 00′ S, 128° 14′ E | 14            |
| Australie                                     | 15° 00′ S, 128° 14′ E | 15° 00′ S, 129° 11′ E | 103           |
| Baie de la Keep River                         | 15° 00′ S, 129° 11′ E | 15° 00′ S, 129° 14′ E | 5             |
| Australie                                     | 15° 00′ S, 129° 14′ E | 15° 00′ S, 129° 31′ E | 30            |
| Queen's Channel                               | 15° 00′ S, 129° 31′ E | 15° 00′ S, 129° 37′ E | 11            |
| Australie (Territoire du Nord)                | 15° 00′ S, 129° 37′ E | 15° 00′ S, 135° 31′ E | 635           |
| Golfe de Carpentarie                          | 15° 00′ S, 135° 31′ E | 15° 00′ S, 141° 40′ E | 661           |
| Australie (péninsule du cap York, Queensland) | 15° 00′ S, 141° 40′ E | 15° 00′ S, 145° 20′ E | 394           |
| Océan Pacifique                               | 15° 00′ S, 145° 20′ E | 15° 00′ S, 166° 36′ E | 2 287         |
| Espiritu Santo (Vanuatu                       | 15° 00′ S, 166° 36′ E | 15° 00′ S, 166° 47′ E | 20            |
| Big Bay                                       | 15° 00′ S, 166° 47′ E | 15° 00′ S, 166° 58′ E | 20            |
| Espiritu Santo (Vanuatu)                      | 15° 00′ S, 166° 58′ E | 15° 00′ S, 167° 04′ E | 11            |
| Océan Pacifique                               | 15° 00′ S, 167° 04′ E | 15° 00′ S, 168° 06′ E | 111           |
| Maewo (Vanuatu)                               | 15° 00′ S, 168° 06′ E | 15° 00′ S, 168° 09′ E | 5             |
| Océan Pacifique                               | 15° 00′ S, 168° 09′ E | 15° 00′ S, 148° 17′ O | 4 686         |
| Tikehau (Polynésie française)                 | 15° 00′ S, 148° 17′ O | 15° 00′ S, 148° 03′ O | 25            |
| Océan Pacifique                               | 15° 00′ S, 148° 03′ O | 15° 00′ S, 147° 54′ O | 17            |
| Rangiroa (Polynésie française)                | 15° 00′ S, 147° 54′ O | 15° 00′ S, 147° 35′ O | 33            |
| Océan Pacifique                               | 15° 00′ S, 147° 35′ O | 15° 00′ S, 75° 28′ O  | 7 756         |
| Amérique du Sud                               | 15° 00′ S, 75° 28′ O  | 15° 00′ S, 39° 00′ O  | 3 922         |

## Annexe